# Cestum veneris
Cestum veneris (llatí, "cinturó de Venus") és una espècie de ctenófor tentaculat de la família Cestidae.

## Característiques
És un animal bioluminiscent. Presenta el cos molt comprimit, llarg i en forma de llarga cinta. Assoleix una longitud de 1,5 m i 8 cm d'ample. La coloració dels adults varia del verd-blavós al blau fosforescent, mentre que els exemplars vells són violeta brillant; per contra, els individus petits són transparents. Tenen un aspecte semblant al de Velamen parallelum.

## Comportament
Es capaç de nedar mitjançant moviments serpentejants. S'alimenta de plancton que recull amb toda la superfície corporal.

## Distribució i hàbitat
Tenen una distribució circumtropical, essent present a aigües càlides de tot el món.